# Karissa Sanbonmatsu
Karissa Y. Sanbonmatsu es una bióloga estructural estadounidense transgénero del Laboratorio Nacional de Los Álamos. Trabaja en el mecanismo de los complejos de ARN no codificante, incluidos el ribosoma, los riboswitches, los ARN largos no codificantes y la cromatina. Fue la primera persona en realizar una simulación atomística del ribosoma, determinar la estructura secundaria de un lncRNA intacto y publicar una simulación de mil millones de átomos de un complejo biomolecular.

## Educación y carrera
Sanbonmatsu nació en Rochester, Nueva York, hija de Joan Loveridge-Sanbonmatsu y Akira Loveridge-Sanbonmatsu, quienes son profesores de comunicación oral en la Universidad Estatal de Nueva York. Asistió a la escuela secundaria de Oswego y fue la mejor estudiante. Ganó el Concurso de Conferencias Científicas de la Sociedad Stokes de Pembroke College en la Universidad de Cambridge. Sanbonmatsu estudió física en la Universidad de Columbia, donde utilizó el radiotelescopio Very Large Array para estimar la distancia al remanente de supernova G27.4 + 0.0 y su fuente central de rayos X, que ahora se sabe que es una magnetar. La primera investigación de Sanbonmatsu fue en física del plasma. Obtuvo su doctorado en ciencias astrofísicas en la Universidad de Colorado Boulder con Martin V. Goldman (estudiante de Donald F. Dubois). Su disertación implicó tratamientos analíticos de interacciones onda-onda no lineales en plasmas, aclarando la competencia entre los efectos onda-onda y onda-partícula de Langmuir en la ionosfera auroral. En 1997, después de obtener su doctorado, Sanbonmatsu se unió al Laboratorio Nacional de Los Álamos como becaria postdoctoral bajo Donald F. Dubois (un estudiante de Murray Gell-Mann), determinando el efecto de los procesos cinéticos en las ondas de Langmuir en plasmas. Se interesó por lo que distingue la vida de la materia. En 2002, Los Álamos construyó Q-machine, una de las supercomputadoras más rápidas del mundo.  La máquina Q permitió a Sanbonmatsu ejecutar la simulación más grande del mundo en biología, publicando la primera simulación del ribosoma en 2005, donde identificó el "corredor de alojamiento" del ribosoma.

## Investigación
En 2006, Sanbonmatsu fue la primera persona transgénero del Laboratorio Nacional de Los Álamos en recibir el Premio Presidencial de Carrera Temprana para Científicos e Ingenieros. En ese momento, la epigenética estaba comenzando a desarrollarse y Sanbonmatsu se dio cuenta de que el ARN podría estar involucrado en cómo se activan y desactivan los genes.
El Laboratorio Sanbonmatsu en el Laboratorio Nacional de Los Álamos se estableció en 2001. Usan una variedad de técnicas computacionales y de laboratorio húmedo para estudiar ribosomas, ARN largo no codificante (lncRNAs), riboswitches y cromatina. Sanbonmatsu ha sido una figura destacada en los estudios estructurales de ARN largos no codificantes en epigenética. Estudió COOLAIR, un tramo de ARN que controla el tiempo y la floración de las plantas. Funciona controlando los desencadenantes internos que le dicen a una planta que deje de florecer, que funcionan en combinación con una proteína represora llamada Flowering Locus C. Cuando Sanbonmatsu estudió la estructura del ARN, encontró características que son similares a los ribosomas. En 2012, su grupo fue el primero en describir la estructura secundaria en un lncRNA ; el activador del receptor de hormonas esteroides (SRA). Continuó observando cómo la estructura del ARN afectaba el destino de una célula. Utiliza la secuenciación de illumina para el sondeo SHAPE de alto rendimiento.

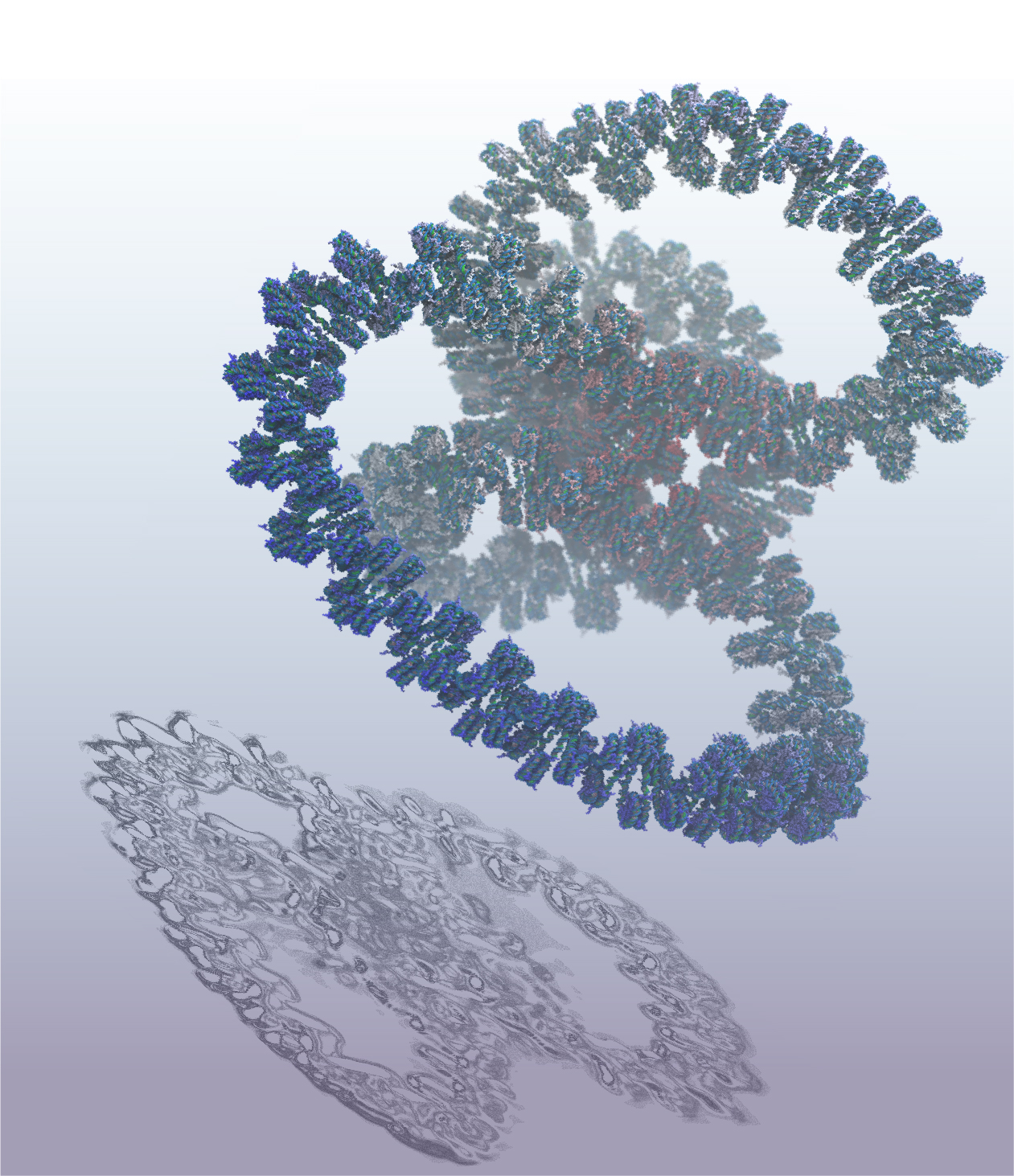
La primera simulación de mil millones de átomos de un gen completo (GATA4).

Sanbonmatsu desarrolla simulaciones por computadora para comprender la translocación del ARNt, combinando la fluorescencia de una sola molécula con microscopía electrónica criogénica. Los ribosomas experimentan un cambio dramático en la estructura cuando pasa el ARN de transferencia, y esto fue simulado computacionalmente por Sanbonmatsu. Sanbonmatsu también ha escrito sobre ginandromorfismo y cómo el ADN influye en las hormonas, pero las hormonas pueden reprogramar el ADN. Fue elegida miembro de la American Physical Society en 2012. Más recientemente, su grupo estableció el récord de la simulación biomolecular publicada más grande del mundo con mil millones de átomos, la primera simulación de un gen completo .

## Comunicación científica
Sanbonmatsu describió su trabajo con la epigenética y se declaró transgénero en un TEDxTalk de 2014. Sanbonmatsu pronunció una charla TED en TEDWomen sobre la biología del género, desde el ADN hasta el cerebro, en noviembre de 2018. En la charla, cubrió la epigenética, cómo el ADN puede cambiar debido al trauma y la dieta, y cómo su transición de género la llevó a estudiar el papel de la epigenética en la identidad de género. Sanbonmatsu se ha desempeñado en la junta de Equality New Mexico.